# 埃斯珀莱特
埃斯珀莱特（法語：Espelette，法語發音：[ɛspəlɛt]）是法国大西洋比利牛斯省的一个市镇，属于巴约讷区。

## 地理
埃斯珀莱特（43°20'25"N, 1°26'52"W）面积26.85 平方千米，位于法国新阿基坦大区大西洋比利牛斯省，该省份为法国东南部省份，涵盖了贝阿恩与北巴斯克，西临大西洋比斯開灣，北至朗德省，东北接热尔省，东临上比利牛斯省，南与西班牙接壤。
与埃斯珀莱特接壤的市镇（或旧市镇、城区）包括：艾诺阿、伊察苏、拉勒索尔、苏拉伊德、于斯塔里茨、巴斯坦。
埃斯珀莱特的时区为UTC+01:00、UTC+02:00（夏令时）。

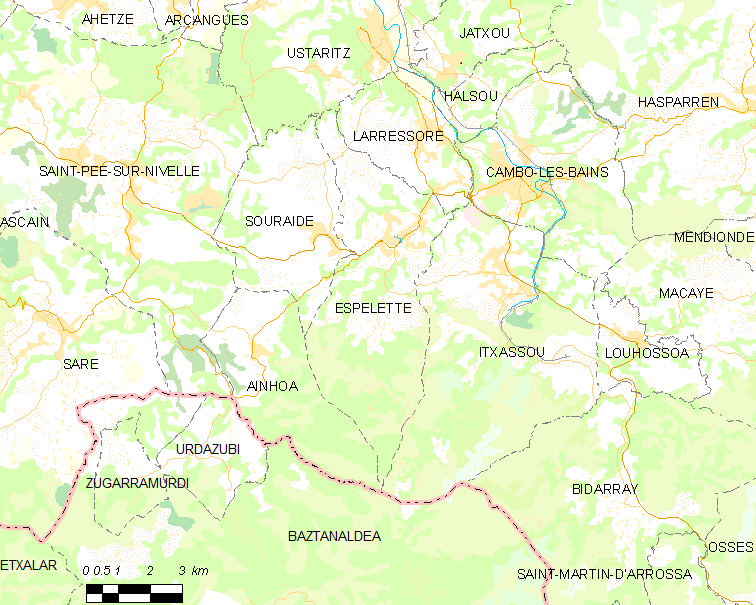
埃斯珀莱特的OSM定位图

## 行政
埃斯珀莱特的邮政编码为64250，INSEE市镇编码为64213。

## 政治
埃斯珀莱特所属的省级选区为巴伊古拉-蒙达兰县。

## 人口

1962-2008年间埃斯珀莱特人口变化图示

埃斯珀莱特于2022年1月1日时的人口数量为2094人。